# Jim Brennan
Jim Brennan, né le 8 mai 1977 à Toronto, est un joueur international canadien de soccer.